# AEA Cygnet
Pour les articles homonymes, voir Cygnet.
 (juin 2020).
Si vous disposez d'ouvrages ou d'articles de référence ou si vous connaissez des sites web de qualité traitant du thème abordé ici, merci de compléter l'article en donnant les références utiles à sa vérifiabilité et en les liant à la section « Notes et références ».

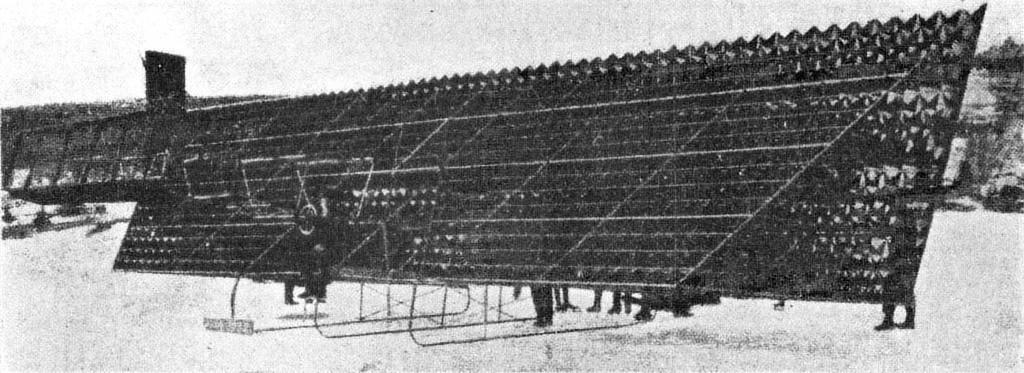
AEA Cygnet II (photo de février 1909)

Le Cygnet est un aéronef expérimental issu des recherches d’Alexander Graham Bell sur le vol mécanique.
Le Cygnet I était une imposante structure cellulaire de 12,20 m d'envergure comprenant 360 cellules tétraédriques posées sur un train à patins, le pilote étant installé très en avant des patins. Testé sans moteur fin 1907, remorqué par un bateau à moteur sur Bras d’Or Lake, Nouvelle-Écosse, il fut endommagé par une chute brutale dans le lac.
Reconstruit comme Cygnet II, il effectua de nouveaux essais les 22 et 24 février 1909 après avoir reçu un train tricycle. L'envergure était réduite à 8 m et un moteur Curtiss V8 de 40 ch monté à l'arrière de la cellule, mais l'engin refusa de décoller. Quelques semaines plus tard l'Aerial Experimental Association était dissoute, laissant A.G. Bell seul avec son curieux aéroplane.
Devenu Cygnet III après remotorisation avec un Gnome rotatif de 70 ch, ce prototype parvint finalement à décoller de Bras d’Or Lake le 1er mars 1912, piloté par John McCurdy, atteignant 69 km/h.